# Lars R. Carell
Lars Rustan Adolf Carell, född 31 augusti 1926 i Skövde, död 2 mars 2014 i Karlskoga, var en svensk bergsingenjör (KTH) som var den siste platschefen vid Nordmarks gruvor, Filipstads bergslag, och den som skapade Nordmarks Gruvmuseum på dess nuvarande plats

## Biografi
Lars R Carell studerade vid KTH 1949-56. Examensarbete i geologi vid Förola gruvor samt gruvmonografi vid Tabergsgruvan. 1956 anställdes Carell, direkt efter Bergsingenjörsexamen, som gruvingenjör vid Persbergs gruvor. 1960 började Carell som platschef för gruvorna i Nordmark. Efter successiv avveckling av gruvorna så stängdes den sista vid halvårsskiftet 1973, varefter Carell var anställd i Uddeholm och Hagfors med utredningsuppdrag till 1976 och biträdande transportchef till 1979 därefter till sin pensionering 1991 som driftchef för Nordmark–Klarälvens Järnvägar.

## Nordmarks Hembygdsförening-Gruvmuseum
1938 hade gruvfogden Gunnar Persson tagit ansvar för den gruvhistoriska delen av Nordmarks Hembygdsförening som då bildades. Fram till år 1972 när föreningen Värmländska Industriminnen tog över området och anläggningarna runt Nordmarkbergs gruvor administrerades dessa av gruvorna och således hade Carell det övergripande ansvaret över bland annat de museiföremål som nu förvaltas av Värmlands Museum och som delvis nu är utlånade till Nordmarks Gruvmuseum.
1980 till 2005 var Carell ordförande i Nordmarks Hembygdsförening. Under denna tid byggdes verksamheten ut på Garvarevreten i Nordmark (Gamla Hembygdsgården) och inriktningen ändrades från en mer traditionell hembygdsgård till ett mer renodlat gruv/bergslagsmuseum som på cirka 750 kvadratmeter i 12 byggnader visar mer än 700 års utveckling inom bergshantering inte endast i Nordmark utan även i övriga Sverige/världen. Den bergartssamling som finns på museiområdet, som flyttades dit från Filipstad, samt utbyggnaden av ett mineralmuseum skedde även på Carells initiativ.

## Utmärkelser
För sina insatser inom kultur och turistnäringen erhöll Carell 1998 Filipstads gilles Diplom, blev 2003 av Filipstadsföretagen i samverkan utsedd till ”Årets Filip” samt år 2006 utsedd till Filipstads ”Företags och Folkrörelsestipendiat”